# Остин Стауел
Остин Мајлс Стауел (енгл. Austin Miles Stowell; Кензингтон 24. децембар 1984) амерички је филмски, позоришни и телевизијски глумац.
Стауел је најпознатији по улози младог Лероја Џетра Гибса у серији Морнарички истражитељи: Почеци.